# Саундбар

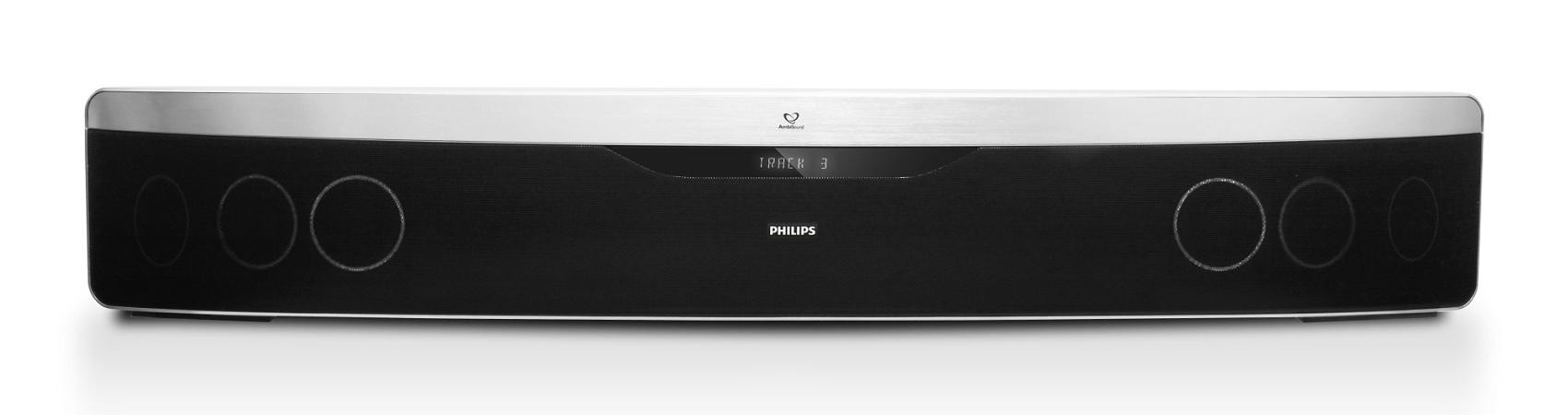
Саундбар фірми Philips

Саундбар (від англ. sound bar) — моноблочний пристрій для відтворення якісного звуку, який за своїми характеристиками не поступається акустичним системам із кількох окремих предметів. Основна риса, яка відрізняє саундбар від акустичної системи — є саме його монолітність. Відносно новий пристрій у побуті. Зазвичай, має прямокутну видовжену форму.
Незважаючи на те, що саундбар — це одна цілісна скринька (простіше кажучи одна велика колонка), що розташована попереду слухача, він здатний відтворювати повноцінний об'ємний звук. Це досягається завдяки застосуванню складних алгоритмів формування аудіосигналу, який керується потужним аудіопроцесором.